# Schismatoglottis gillianiae
Schismatoglottis gillianiae är en kallaväxtart som beskrevs av Peter Charles Boyce. Schismatoglottis gillianiae ingår i släktet Schismatoglottis och familjen kallaväxter. Inga underarter finns listade.